# Delia sobrians
Delia sobrians är en tvåvingeart som först beskrevs av Huckett 1951.  Delia sobrians ingår i släktet Delia och familjen blomsterflugor. Inga underarter finns listade i Catalogue of Life.